# Centro Pavesi
Il Centro Pavesi è un centro sportivo di Milano.

## Storia e descrizione
Il Centro Pavesi, in origine chiamato palestra Galimberti, viene affidato in gestione dal giugno 2008, per sessant'anni, dalla città di Milano, proprietaria dell'impianto, alla federazione pallavolistica della FIPAV: questa ristruttura, dallo stesso anno, i locali già esistenti, per poi iniziare i lavori di costruzione di nuovi lotti dal 2009. Il nuovo centro sportivo viene completamente terminato nel 2012: comprende un palazzetto di 1 000 posti, tre campi da tennis, una palestra, un campo da calcio, un centro fitness e due campi da beach volley, a cui si affiancano un centro medico ed una foresteria per un totale di sessantotto posti letto.
Il Centro Pavesi è sporadicamente sia sede dei raduni delle nazionali italiane di pallavolo maschile e femminile sia delle partite casalinghe del Club Italia di pallavolo femminile.